# Àleksandre Iaixvili
Àleksandre Mamulis dze Iaixvili (en georgià ალექსანდრე მამულის ძე იაშვილი;, nascut a Tbilisi el 23 d'octubre de 1977) és un exfutbolista i entrenador georgià que jugava com a mitjapunta o davanter.

## Trajectòria
Iaixvili va començar la seva carrera al Dinamo Tbilisi el 1993, on es va convertir en un prolífic golejador. Amb 24 gols en 24 partits (1994–95) i 26 gols en 25 partits (1995–96) va despertar l'interès de clubs estrangers, i als 19 anys va decidir unir-se al VfB Lübeck cedit el gener de 1997. Després de la cessió, Iaixvili va ser traspassat al SC Friburg la temporada 1996–97. L'equip va aconseguir l'ascens a la Bundesliga en la seva primera temporada. Després de moltes temporades a l'equip de Baden-Württemberg, la temporada 2005-06 va ser ascendit a capità de l'equip. L'abril de 2007, va expressar la seva intenció de no renovar el seu contracte a Friburg per marxar a un altre club, preferiblement alemany. En els seus deu anys al Friburg va marcar 51 gols en 255 aparicions a la lliga. Durant aquests anys a la Bundesliga va ser nomenat dos cops futbolista georgià de l'any.
El 2007 es va unir al Karlsruher SC, on va jugar més de 140 partits durant cinc temporades. Després d'això, durant els seus últims anys en actiu, va anar canviant d'equip cada temporada passant pel Bochum a la 2.Bundesliga i l'Inter Baku de l'Azerbaidjan, abans de tornar a Geòrgia per jugar les dues últimes temporades de la seva carrera al Samtrèdia i tancar la seva carrera al club on havia començat, el Dinamo Tbilisi.
| Club               | País        | Any         |
| ------------------ | ----------- | ----------- |
| FC Dinamo Tbilisi  | Geòrgia     | 1993 - 1997 |
| VfB Lübeck (cedit) | Alemanya    | 1997        |
| SC Friburg         | Alemanya    | 1997 - 2007 |
| Karlsruher SC      | Alemanya    | 2007 - 2012 |
| VfL Bochum         | Alemanya    | 2012 - 2013 |
| Inter Baku         | Azerbaidjan | 2013 - 2014 |
| FC Samtredia       | Geòrgia     | 2015        |
| FC Dinamo Tbilisi  | Geòrgia     | 2015 - 2016 |

## Selecció de Geòrgia
Després de jugar a les categories inferiors de la selecció georgiana, Iaixvili va debutar amb l'absoluta el 6 de febrer de 1998 en un amistós contra Letònia. Va arribar a jugar 67 partits i va marcant 15 gols al final de la seva carrera. Amb Geòrgia va guanyar el 1998 el Torneig Internacional de Futbol de Malta.
Partits amb la selecció de Geòrgia per any natural:
| Selecció | Any   | Partits | Gols |
| -------- | ----- | ------- | ---- |
| Geòrgia  | 1996  | 2       | 1    |
| Geòrgia  | 1997  | 0       | 0    |
| Geòrgia  | 1998  | 5       | 1    |
| Geòrgia  | 1999  | 0       | 0    |
| Geòrgia  | 2000  | 1       | 0    |
| Geòrgia  | 2001  | 4       | 4    |
| Geòrgia  | 2002  | 1       | 0    |
| Geòrgia  | 2003  | 5       | 1    |
| Geòrgia  | 2004  | 5       | 1    |
| Geòrgia  | 2005  | 4       | 1    |
| Geòrgia  | 2006  | 6       | 1    |
| Geòrgia  | 2007  | 5       | 2    |
| Geòrgia  | 2008  | 8       | 0    |
| Geòrgia  | 2009  | 7       | 1    |
| Geòrgia  | 2010  | 7       | 1    |
| Geòrgia  | 2011  | 7       | 1    |
| Total    | Total | 67      | 15   |

## Palmarès
Dinamo Tbilisi
- 6 Lligues de Geòrgia: 1993-94, 1994-95, 1995-96, 1996-97, 1997-98, 2015-16
- 5 Copes de Geòrgia: 1993-94, 1994-95, 1995-96, 1996-97, 1997-98, 2015-16
- 3 Supercopes de Geòrgia: 1996, 1997, 2015

Friburg
- 1 2. Bundesliga: 2002-2003

### Premis Individuals
2 cops nomenat Futbolista georgià de l'any: 2004 i 2008